# Comuna Dolsk, Liubeșiv
Dolsk (în ucraineană Дольськ) este o comună în raionul Liubeșiv, regiunea Volînia, Ucraina, formată din satele Dolsk (reședința), Hreciîșcea și Șlapan.

## Demografie
Componența lingvistică a satului Dolsk
     Ucraineană (99,81%)
     Alte limbi (0,19%)
Conform recensământului din 2001, majoritatea populației satului Dolsk era vorbitoare de ucraineană (99,81%), existând în minoritate și vorbitori de alte limbi.